# Csapd le csacsi!
A Csapd le, csacsi! 1990-ben készült színes, magyar filmszatíra, melyet Tímár Péter rendezett.

## Történet
1989-et írunk. Bea és Géza fiatal házasok, gürcöltek, amíg felépült a házuk. Egyik nap az asszony levelet kap a nemi gondozóból, ez csak annyit jelenthet, hogy a férj félrelépett. Megindul a harc a házasok között, mindketten ál-szeretőket hoznak a házhoz. Miközben folyik a harc azon, hogy a fiatalok hol tehetnek keresztbe egymásnak, a szomszéd ház pincéjében Béla szomszéd vezetésével bevetésre készül egy szupertitkos munkásőr kommandós csoport, akiket ugyan már feloszlattak, de ők ezt nem hagyják annyiban, és a visszarendeződésre készülnek.

## Szereplők
- Pap Vera – Slamovits Bea
- Gáspár Sándor – Huszár Géza
- Eperjes Károly – Béla szomszéd
- Eszenyi Enikő – Ica
- Koltai Róbert – Sanyi rendőr
- Törőcsik Mari – Lojzi mama
- Szacsvay László – Aladár
- Galla Miklós – Külföldi
- Zsíros Ágnes – Bözsi

További szereplők: Almási Albert, Baumholczer Tamás, Beregi Péter, Berényi Ottó, Dávid Kiss Ferenc, Dégi János, Forgács Gábor, Gieler Csaba, Hollósi Frigyes, Kiss Jenő, Kölgyesi György, Miklósi Ferenc, Németh László, Paláncz Ferenc, Pálfi György

## Forgatási helyszínek
A filmet budapesti helyszíneken forgatták: a jelenetek jelentős részét Rákosszentmihályon, a Szepesi utcában vették fel. Bea és Géza háza a Szepesi utca 17. szám alatt lévő telken állt (itt ma természetesen egy másik ház áll), Béla szomszéd háza pedig a Szepesi utca 19. szám alatt van. Bea a Millenniumi Földalatti Vasút Opera nevű állomásán dolgozik.

## Érdekesség
- A filmet 1990-ben forgatták, azonban Magyarországon csak 1992-ben mutatták be. Sokan gondolják, hogy ennek politikai oka volt, de a rendszerváltás után meglévő két forgalmazó egyikét sem érdekelte a film, és végül az akkor induló InterCom vállalta be.[1]
- Géza szerepét eredetileg Eperjes Károlynak, Béla, a munkásőr szerepét meg Kállai Ferencnek szánták. Eperjes mindenképpen a munkásőrt szerette volna eljátszani, mert Gézához hasonló szerepe előtte nem sokkal kettő is volt. Eperjes kérésére Tímár Péter beszélt Kállaival, aki nem vállalta, így lett Eperjes a munkásőr. Eperjes a karaktert két Kádár-kori politikusból rakta össze.[3]
- Tímár Péter biztos volt benne, hogy filmjét a nézők igényei szerint készítette, ezért megígérte, hogy ha nem váltanak rá legalább kétszázezeren jegyet, akkor nem fogja felvenni a rendezői gázsiját. (270 ezren váltottak rá jegyet.)[1]
- A film egyik jelenetében, egy snitt erejéig megjelenik a Szomszédok című teleregény 77. epizódjának nyitóképernyője (ez bakinak is számít, mivel a 77. rész 1990. április 5-én került először adásba, a film cselekménye meg 1989-ben játszódik), valamint hallható a Calypso Rádió szignálja is.
- Az Opera állomáson Bea mögött a falon 1990-es falinaptár látható, a cselekmény pedig 1989-es.

## Szállóigévé vált mondatok
- Huszár Géza: "Az a te bajod, hogy sokat voltál vidéken, nem fejlődött ki az agyad."
- Béla: Takarás elvtársak! Takarás!
- Béla: A tények makacs dolgok.

## További idézetek
- Béla: Tíz óra elmúlt. Ugye! Kertváros? Ugye! A sziréna? Ugye! Tíz óra elmúlt. Bizony! Csendháborítás? Kertváros? Sziréna? Nem használt a szép szó?
- Béla: Pillanat! Sajnos még mindig nem volt módomban megtekinteni az építési engedélyt, ellenben valaki áthajított a kerítésen egy tubust! Ugye? Nem mondom, hogy maguk voltak. Lehet, hogy az utca népe! Mit lehet tudni? Vagy-vagy! Pillanat, szomszéd! Nem akar tárgyalni velem a hátsó telek ügyében? Na! Hát az olyan csalitos! Tudja? Hát nézze csak meg! Hát soha nem járnak arra! Na! Hát minek az a…Volt itt ám a télen egy-két fekete fuvar. Tégla, beton, ez az! Tények makacs dolgok! Biztos, ami biztos, feljegyeztem. Típus, betű, szám, satöbbi! Anyag, dátum! Há-há-há. Szomszéd! Megállapodhatnánk! Hm? Na! Há minek az maguknak! Hát nem is használják azt a csalit…

Huszár Géza: Viszlát.

Béla: Viszlát.
- Lojzi: Ennek a Bélának az apja abba halt bele, hogy a fia munkásőr lett. Azt mondta, hogy inkább egy pofon az igazságért, mint kitüntetés a hazugságért...

- Huszár Géza: Beléptem én is a Zöldpártba, ne basztassanak má' a Trabanttal.

Sanyi: Végül is, friss levegőn jobb oszlatni.
- Aladár (Sanyihoz): Á, maga az!

Huszár Géza: Te ismered?

Aladár: Hogyne ismerném, ő vert össze.

Sanyi: Március 15-én...

Aladár: A tüntetésen...

Sanyi: Két éve...

Aladár: Péppé.
- Sanyi (Beához): A maga férje spontán vándorméhész?
- Huszár Géza: Csempe a francba, az van!
- Sanyi (Icához): Eljön velem egy showba?

Ica: De ugye nem peep?

Sanyi: Nem, night...
- Bea: Baszd meg, Géza, a láncodat!
- Huszár Géza: ...tudod te, mi a féktávolság?

Bea: Nem tudom. Én csak azt tudom, Géza, hogy a mama hatvanezret adott a házra, és ha ránézek, hánynom kell!

Huszár Géza: Hát hányjál! Hívd át anyádat is! Hányjatok együtt!
- Béla: Mi az, szomszédasszony? Csak nem ledőlt a kredenc?
- Béla: Piros fényt, az nyugtatja...
- Béla: Nyugalom, elvtársak! Átéltünk már nehezebb fordulatokat is. Addig élünk, amíg meg nem halunk!
- Béla: Most már négyszemközt vagyunk, Balogh elvtárs. Azért lehetne jobb az a részidő, lehetne jobb! Fokozni a tempót, fokozni!
- Béla: Amúgy szép az időnk, ugye?
- Bea: Nem kellemesebb itt?

Sanyi: De, határozottan. Mint egy liftben.
- Béla (Lojzinak): Csókolom! Mi a rossebnek jött ide?!
- Béla (kintről a pincében lévő munkásőröknek) Csendet, rendet, fegyelmet!

Lojzi: Mi az, kinek szólsz?

Béla: Őőő, csak a tyúkoknak...
- Béla: Volt itt a télen egy-két ... feketefuvar.
- Huszár Géza (Aladárnak): Na gyere, menjünk át a kocsmába.

Aladár (miután Géza lefújta habbal): Menjünk. Ne habozzunk.

## Televíziós megjelenés
MTV1 / M1, M3, M5, Duna TV, Duna World, RTL Klub, Filmmúzeum, Magyar Mozi TV

## Nézettség
A nézettségi adatok szerint 127 195 jegyet adtak el rá.

## Külső hivatkozások
- Csapd le csacsi! a PORT.hu-n (magyarul)
- Csapd le csacsi! az Internet Movie Database-ben (angolul)
- Csapd le csacsi! a Box Office Mojón (angolul)
- Csapd le, csacsi! a Kritikustomeg.org-on